# (33348) Stevelliott
(33348) Stevelliott est un astéroïde de la ceinture principale.

## Description
(33348) Stevelliott est un astéroïde de la ceinture principale. Il fut découvert le 14 décembre 1998 à Socorro (Nouveau-Mexique) par le projet LINEAR. Il présente une orbite caractérisée par un demi-grand axe de 2,27 UA, une excentricité de 0,07 et une inclinaison de 4,1° par rapport à l'écliptique.